# São Paulo Challenger 3 1986
Il São Paulo Challenger 3 1986 è stato un torneo di tennis facente parte della categoria ATP Challenger Series nell'ambito dell'ATP Challenger Series 1986. Il torneo si è giocato a San Paolo in Brasile dal 3 al 9 novembre 1986 su campi in cemento.

## Vincitori

### Singolare
Eduardo Bengoechea ha battuto in finale  Luiz Mattar con il punteggio di 6–3, 6–4

### Doppio
César Kist /  João Soares hanno battuto in finale  Dácio Campos /  Carlos Kirmayr con il punteggio di 6–4, 3–6, 6–3